# Vojaški ordinariat Avstrije
Vojaški ordinariat Avstrije (nemško Katholische Militärseelsorge) je rimskokatoliški vojaški ordinariat, ki je vrhovna cerkveno-verska organizacija in skrbi za pripadnike Bundesheera.
Sedež ordinariata je na Dunaju.

## Zgodovina
Ordinariat je bil prvič ustanovljen že leta 1773 in je obstajal do razpada Avstro-Ogrske monarhije 1918, drugič oz. uradno pa šele leta 1959.

## Škofje
- Ferdinand Michael Cyriakus Graf von Hallweil (1773 - 6. junij 1773)
- Johann Heinrich von Kerens (6. november 1773 - 26. november 1792)
- Godfried Joseph Crüts van Creits (28. julij 1803 - 5. april 1815)
- Joseph Chrysostomus Pauer (24. april 1815 - 10. november 1823)
- Michael Johann Wagner (27. april 1833 - 16. november 1835)
- Johann Michael Leonhard (19. november 1835 - 19. januar 1863)
- Dominik Mayer (1. oktober 1863 - 4. maj 1875)
- Anton Josef Gruscha (19. januar 1878 - 24. januar 1890)
- Koloman Belepotoczky (22. julij 1890 - 1. junij 1911)
- Emmerich Bjelik (8. januar 1913 - 11. november 1918)
- Franz König (21. februar 1959 - 7. maj 1969)
- Franz Žak (8. maj 1969 - 27. september 1985)
- Alfred Kostelecky (10. februar 1990 - 22. februar 1994)
- Christian Werner (22. februar 1994 - 16. april 2015)
- Werner Freistetter (16. april 2015 - danes)